# محمدرضا قدرتی‌پور
محمدرضا قدرتی‌پور دروازه‌بان ایرانی است که همکنون در تیم صبای قم بازی می کند.